# Shiel Bridge
Pour les articles homonymes, voir Shiel.
Shiel Bridge est un village à l'est du Loch Duich et au pied du Glen Shiel dans le council area d'Highland en Écosse.